# ピッグ・ラテン
ピッグ・ラテン（豚のラテン語、英語: Pig Latin。「なんちゃってラテン語」と訳される場合もある）は、英語の言葉遊びのひとつ。おはよう (Good morning) をピッグ・ラテンで言うと、oodgay orningmayとなる。ピッグ・ラテンは子供が大人や他の子供と楽しんだり、内緒話するために用いる。反対に、大人は子供に知ってほしくない敏感な話題を話すときに時々使う。
チポトレ・メキシカン・グリルで配布されている紙バッグに、ピッグ・ラテンが書かれたものがある。

## 規則
ある単語をピッグ・ラテンに変える習慣的な規則は以下の通り:。
1. 子音で始まる単語は最初の母音の前の子音を語末へ移動し、その音節にay（発音は[ei]）を加える。例を挙げると
  - mess → essmay
  - father → atherfay
  - bitch → itchbay
  - star → arstay
  - city [sɪtɪ] →  itysay[ɪtɪseɪ]。最初の文字の位置を変えるだけでは不十分。なぜなら、itycayとすると[ɪtɪkeɪ]という発音を思わせるからである。
2. [w]の音は子音と見なされ、他の子音と同じ扱いである[4]。
  - Rwanda → Andarway
  - queen [kwin] →  eenquay[inkweɪ]
  - choir [kwaɪr] → irchay[aɪrkweɪ] （正書法に基づく表記）より良いのはire-quay[4] （より音声的な表記）
  - one [wʌn]→ unway[ʌnweɪ] [5]
3. 母音で始まる単語（黙字の子音も含む）は語末にayを加える。
  - ant → antay
  - honor → honoray